# Phylica lucens
Phylica lucens är en brakvedsväxtart som beskrevs av Neville Stuart Pillans. Phylica lucens ingår i släktet Phylica och familjen brakvedsväxter. Inga underarter finns listade i Catalogue of Life.